# Golden Time (serial telewizyjny)
Golden Time (hangul: 골든타임 Goldeuntaim) – południowokoreański serial telewizyjny emitowany na antenie MBC. Był emitowany od 9 lipca do 25 września 2012 roku, w poniedziałki i wtorki o 21:55, liczy 23 odcinki. Główne role odgrywają w nim Lee Sun-kyun, Hwang Jung-eum, Lee Sung-min i Song Seon-mi.
Termin „golden time”/„golden hour” (pl. „złota godzina”) odnosi się do decydującego okresu czasu, w jakim pacjent będący w stanie zagrożenia życia powinien otrzymać specjalistyczną pomoc.

## Obsada

### Główna
- Lee Sun-kyun jako Lee Min-woo
- Hwang Jung-eum jako Kang Jae-in
- Lee Sung-min jako Choi In-hyuk
- Song Seon-mi jako Shin Eun-ah

### W pozostałych rolach
| Rodzina Jae-in - Jang Yong jako Kang Dae-je, dziadek Jae-in - Sunwoo Yong-nyeo jako Park Geum-nyeo, babcia Jae-in - Song Yoo-ha jako Bang Seon-woo - Kim Jong-rae jako młodszy brat Dae-je Pracownicy szpitala - Jung Kyu-soo jako Na Byung-gook - Kim Ki-bang jako Kim Do-hyeong - Lee Ki-young jako Hwang Se-han - Jo Sang-ki jako Park Seong-jin - Heo Tae-hee jako Go Jae-won - Ji Il-joo jako Yoo Kang-jin - Kim Hyung-il jako Kim Ho-young - Shin Dong-mi jako Jo Dong-mi - Um Hyo-sup jako Kim Min-joon - Hong Ji-min jako Song Kyeong-hwa - Jung Seok-yong jako Ji Han-goo - Chun Jae-ho jako Park Geun-soo - Kim Sa-kwon jako Jang Hyuk-chan | Inni - Kim Mi-kyung jako matka Min-woo - Park Young-ji jako Oh Gwang-cheol, dyrektor szpitala - Park Jung-min jako Jang Young-woo - Ban Hye-ra jako Kang Soo-kyung - Ga Deuk-hee jako Seo Hyo-eun - Na Seung-ho jako sekretarz Kang Dae-je - Seo Ji-yeon jako pielęgniarka - Gong Soo-hyuk - Choi Jae-sub jako Park Won-gook - Hong Hyun-taek jako Lee Se-min - Lee Dong-gyu jako ojciec Shin Eun-ah - Im Ji-young - Yoon Min-soo - Song Young-kyu jako Lee Won-pyo - Jung Ae-yeon jako Bang Hee-sun - Lee Seok-gu jako Choi Jun-bae |

## Oglądalność
| No. | Data emisji           | Oglądalność | Oglądalność |
| No. | Data emisji           | TNmS        | AGB Nielsen |
| --- | --------------------- | ----------- | ----------- |
| 1   | 9 lipca 2012(dts)     | 8,8%        | 8,7%        |
| 2   | 10 lipca 2012(dts)    | 7,2%        | 7,8%        |
| 3   | 16 lipca 2012(dts)    | 7,2%        | 6,9%        |
| 4   | 17 lipca 2012(dts)    | 7,8%        | 7,4%        |
| 5   | 23 lipca 2012(dts)    | 12%         | 10,9%       |
| 6   | 24 lipca 2012(dts)    | 13,3%       | 13,6%       |
| 7   | 30 lipca 2012(dts)    | 13,1%       | 12%         |
| 8   | 31 lipca 2012(dts)    | 14,4%       | 14,2%       |
| 9   | 6 sierpnia 2012(dts)  | 14,1%       | 13,2%       |
| 10  | 13 sierpnia 2012(dts) | 14,7%       | 14,7%       |
| 11  | 20 sierpnia 2012(dts) | 14,2%       | 13,2%       |
| 12  | 21 sierpnia 2012(dts) | 14,5%       | 14%         |
| 13  | 27 sierpnia 2012(dts) | 15,5%       | 14,6%       |
| 14  | 28 sierpnia 2012(dts) | 13,1%       | 13,3%       |
| 15  | 3 września 2012(dts)  | 15,4%       | 14,3%       |
| 16  | 4 września 2012(dts)  | 15%         | 14,6%       |
| 17  | 10 września 2012(dts) | 15,4%       | 15,4%       |
| 18  | 11 września 2012(dts) | 13,5%       | 13,5%       |
| 19  | 17 września 2012(dts) | 15,1%       | 15,2%       |
| 20  | 18 września 2012(dts) | 14,5%       | 15,5%       |
| 21  | 18 września 2012(dts) | 13,4%       | 15,2%       |
| 22  | 24 września 2012(dts) | 13%         | 13,7%       |
| 23  | 25 września 2012(dts) | 13,6%       | 14,5%       |